# Ordinary Man
| 전문가 평가          | 전문가 평가 |
| 총 점수              | 총 점수     |
| 출처                 | 점수        |
| -------------------- | ----------- |
| AnyDecentMusic?      | 7.4/10      |
| 메타크리틱           | 78/100      |
| 평가 점수            |             |
| 출처                 | 점수        |
| AllMusic             | [ 5 ]       |
| Clash                | 7/10        |
| Consequence of Sound | B           |
| Evening Standard     | [ 8 ]       |
| Exclaim!             | 7/10        |
| The Guardian         | [ 10 ]      |
| musicOMH             | [ 2 ]       |
| NME                  | [ 11 ]      |
| Rolling Stone        | [ 12 ]      |
| Sputnikmusic         | 3.3/5       |
| Variety              | 8/10        |

《Ordinary Man》은 영국의 헤비 메탈 가수 오지 오스본의 열두 번째 스튜디오 음반이다. 이 음반에는 엘튼 존, 포스트 말론, 트래비스 스콧이 게스트로 참여했다. 2020년 2월 21일, 에픽 레코드를 통해 발매되었다. 앤드루 와트와 루이 벨이 프로듀싱했다. 이 음반은 오스본이 와트, 벨과 협업한 첫 번째 음반이다. 또한 《Scream》 이후 거의 10년 동안 오스본의 두 음반 사이에 가장 긴 간격을 두고 있다. 음반의 첫 번째 싱글인 〈Under the Graveyard〉은 2019년 11월 8일에 발매되었다. 두 번째 싱글인 〈Straight to Hell〉은 2019년 11월 22일에 발매되었다. 가수 엘튼 존이 피처링한 세 번째 싱글이자 타이틀곡은 2020년 1월 10일에 발매되었다. 포스트 말론이 피처링한 네 번째 싱글 〈It's a Raid〉는 음반 발매 하루 전인 2020년 2월 20일에 발매되었다.
이 음반은 주로 긍정적인 평가를 받았으며, 많은 사람들이 오스본의 수년 만에 최고의 음반으로 꼽았으며 초기 솔로 작업 및 블랙 사바스와 모두 호의적으로 비교했다.
음반 발매 4일 후, 오스본은 앤드루 와트가 프로듀서로 복귀하면서 후속 작업을 시작했다고 발표했다. 후속 작업은 《Patient Number 9》으로 발표되었으며 2022년 9월 9일에 발매되었다. 이후 일본 보너스 트랙인 〈Darkside Blues〉의 재녹음 버전이 음반의 마지막 트랙으로 등장했다.

## 배경
《Ordinary Man》은 《Scream》 (2010년) 이후 10년 만에 솔로 아티스트로서 오스본의 첫 번째 스튜디오 음반이다. 또한 블랙 사바스의 토니 아이오미, 기저 버틀러와 함께 마지막 음반 《13》 (2013년)을 위해 재회한 이후 그가 리드 싱어로 참여한 첫 번째 음반이기도 한다. 《13》을 발매한 후 두 사람은 2017년 2월 4일, 영국 버밍엄에서 종영한 The End Tour라는 제목의 고별 투어에 나섰다. 블랙 사바스가 고별 투어를 마친 후 오스본은 새로운 소재를 계속 작업했다. 2019년 9월에는 미국 래퍼 트래비스 스콧과 함께 포스트 말론의 세 번째 스튜디오 음반 《Hollywood's Bleeding》의 〈Take What You Want〉에 수록되어 30년 만에 오스본의 첫 빌보드 핫 100 톱 10에 진입하며 차트 역사상 가장 긴 톱 10 진입 간격을 기록했다. 2019년 11월 8일, 오스본은 건즈 앤 로지스의 베이시스트 더프 맥케이건, 레드 핫 칠리 페퍼스의 드러머 채드 스미스와 함께 음반 작업을 했다는 사실이 밝혀졌다. 녹음에 대해 그는 전체 음반 작업이 "짧은 시간 안에" 완료되었다고 말하며 "더프와 채드가 들어와서 낮에는 들어가서 잼을 하고 저녁에는 곡을 연습하곤 했습니다. 이전에는 샤론에게 음반을 만들어야겠다고 말했지만, 마음속으로는 '힘이 없다'고 생각했습니다. 하지만 앤드루가 저에게서 음반을 꺼냈어요. 저는 이번 음반에 심혈을 기울였기 때문에 사람들이 듣고 즐겼으면 좋겠어요."

## 상업적 성과
《Ordinary Man》은 미국 빌보드 200에서 6만 5,000장의 순수 음반 판매량을 포함해 77,000장에 해당하는 판매량으로 3위로 데뷔했다. 이 음반은 오스본이 솔로 아티스트로서 차트에서 8번째 톱 10에 오른 음반으로, 2007년 음반 《Black Rain》의 정점에 해당한다. 이 음반은 영국 음반 차트에서도 3위로 데뷔했으며, 이는 오스본이 차트에서 솔로로 기록한 음반 중 가장 높은 수치이다.

## 곡 목록
| #   | 제목                                                      | 작사·작곡                                            | 재생 시간 |
| --- | --------------------------------------------------------- | ---------------------------------------------------- | --------- |
| 1.  | 〈Straight to Hell〉                                      | 오지 오스본, 채드 스미스, 앤드루 와트                | 3:45      |
| 2.  | 〈All My Life〉                                           | 오스본, 스미스, 더프 맥케이건, 알리 탐포시, 와트     | 4:18      |
| 3.  | 〈Goodbye〉                                               | 오스본, 스미스, 맥케이건, 탐포시, 와트               | 5:34      |
| 4.  | 〈Ordinary Man〉 (Feat. 엘튼 존)                          | 오스본, 존, 스미스, 맥케이건, 윌리엄 월시, 와트      | 5:01      |
| 5.  | 〈Under the Graveyard〉                                   | 오스본, 스미스, 맥케이건, 탐포시, 와트               | 4:57      |
| 6.  | 〈Eat Me〉                                                | 오스본, 스미스, 맥케이건, 탐포시, 와트               | 4:19      |
| 7.  | 〈Today Is the End〉                                      | 오스본, 스미스, 탐포시, 와트                         | 4:06      |
| 8.  | 〈Scary Little Green Men〉                                | 오스본, 스미스, 맥케이건, 탐포시, 와트               | 4:20      |
| 9.  | 〈Holy for Tonight〉                                      | 오스본, 스미스, 맥케이건, 탐포시, 와트               | 4:52      |
| 10. | 〈It's a Raid〉 (Feat. 포스트 말론)                       | 오스본, 포스트 말론, 루이스 벨, 스미스, 탐포시, 와트 | 4:20      |
| 11. | 〈Take What You Want〉 (Feat. 포스트 말론, 트래비스 스콧) | 오스본, 포스트, 트래비스 스콧, 월시, 와트, 벨        | 3:49      |

## 인증
| 국가                               | 인증 | 판매량/출하량 |
| ---------------------------------- | ---- | ------------- |
| 캐나다 (뮤직 캐나다)               | 골드 | 40,000        |
| 폴란드 (ZPAV)                      | 골드 | 10,000        |
| 미국 (RIAA)                        | 골드 | 500,000       |
| 판매량+스트리밍을 기반으로 한 인증 |      |               |